# Taisei (Ryukyu)
Taisei (大成 1247-1308) là lãnh chúa Okinawa đời thứ 2 thuộc dòng Eiso, là con lớn của Eiso. Ông trị vì từ năm 1300 đến khi qua đời và con ông là Eiji lên nối ngôi.